# Уракаево (Янаульский район)
Уракаево (баш. Ураҡай) — деревня в Янаульском районе Республики Башкортостан Российской Федерации. Входит в состав Байгузинского сельсовета.

## География

### Географическое положение
Находится на реке Орья. Расстояние до:
- районного центра (Янаул): 13 км,
- центра сельсовета (Байгузино): 2 км,
- ближайшей ж/д станции (Янаул): 13 км.

## История
Деревня Уракаево, Биктемирово тож основана по договору 1689 года о припуске ясачными татарами, перешедшими впоследствии в сословие тептярей (в составе 14-й тептярской команды), на землях Уранской волости Осинской дороги. В 1748 году — 54 души ясачных татар мужского пола, в 1795 году — 158 жителей обоего пола.
В 1816 году их стало 229 человек в 33 дворах. VIII ревизия 1834 года учла 389 жителей. В 1842 году 64 двора владели 180 лошадьми, 159 коровами, 100 овцами и 50 козами. В деревне были мечеть и мельница. 405 тептярей-припущенников при 67 дворах отметила X ревизия 1859 года.
В 1870 году — деревня Уракаева 3-го стана Бирского уезда Уфимской губернии, 72 двора и 425 жителей (226 мужчин и 199 женщин), все тептяри. Была мечеть, жители занимались сельским хозяйством и лесным промыслом.
В 1896 году в деревне Байгузинской волости IV стана Бирского уезда — 92 двора, 541 житель (293 мужчины, 248 женщин), мечеть.
В 1906 году — 572 жителя.
В 1920 году по официальным данным в деревне 118 дворов и 590 жителей (279 мужчин, 311 женщин), отмеченных башкирами, по данным подворного подсчета — 651 тептярь в 125 хозяйствах.
В 1926 году деревня относилась к Янауловской волости Бирского кантона Башкирской АССР.
В 1939 году население составляло 440 человек, в 1959 году — 309 жителей.
В 1982 году население — около 270 человек.
В 1989 году — 231 человек (100 мужчин, 131 женщина).
В 2002 году — 191 человек (84 мужчины, 107 женщин), башкиры (66 %).
В 2004 году передана из упраздненного Айбулякского сельсовета в Байгузинский.
В 2010 году — 173 человека (80 мужчин, 93 женщины).
Действуют фельдшерско-акушерский пункт, мечеть.

## Население
| 2002 | 2009 | 2010 |
| ---- | ---- | ---- |
| 191  | ↘182 | ↘173 |

## Достопримечательности
- Памятник погибшим воинам и участникам Великой Отечественной войны.

## Известные уроженцы, жители
- Нигматуллин, Нафкат Тимергалиевич — певец, народный артист Республики Татарстан.